# Gignéville
Gignéville là một xã, nằm ở tỉnh Vosges trong vùng Grand Est của Pháp. Xã này có diện tích 5,58 km², dân số năm 1999 là 59 người. Xã này nằm ở khu vực có độ cao trung bình 364 m trên mực nước biển.

## Biến động dân số
| 1962                                         | 1968 | 1975 | 1982 | 1990 | 1999 |
| -------------------------------------------- | ---- | ---- | ---- | ---- | ---- |
| 80                                           | 81   | 78   | 68   | 57   | 59   |
| Số liệu từ năm 1962: Dân số không tính trùng |      |      |      |      |      |